# Grosbreuil
Grosbreuil est une commune du Centre-Ouest de la France, située dans le département de la Vendée en région Pays de la Loire.

## Géographie
Le territoire municipal de Grosbreuil s'étend sur 3 669 hectares. L'altitude moyenne de la commune est de 46 mètres, avec des niveaux fluctuant entre 10 et 72 mètres,.
Grosbreuil est une commune du canton de Talmont-Saint-Hilaire située à 15 km des Sables-d'Olonne.
Ses habitants s'appellent les Grosbreuillois. C'est une commune rurale dont l'activité se diversifie avec le développement de l'artisanat et des commerces et services plus nombreux.
Origine du nom : du latin grossus (gros) et de l'ancien français breuil qui vient du gaulois brogilos (petit bois, taillis).

### Communes limitrophes
| La Chapelle-Achard Les Achards Saint-Mathurin (quadripoint) | Le Girouard           | Nieul-le-Dolent |
| Sainte-Foy                                                  | Grosbreuil            |                 |
|                                                             | Talmont-Saint-Hilaire | Poiroux         |

### Climat
Pour des articles plus généraux, voir Climat des Pays de la Loire et Climat de la Vendée.
En 2010, le climat de la commune est de type climat océanique franc, selon une étude du CNRS s'appuyant sur une série de données couvrant la période 1971-2000. En 2020, Météo-France publie une typologie des climats de la France métropolitaine dans laquelle la commune est exposée à un climat océanique et est dans la région climatique  Bretagne orientale et méridionale, Pays nantais, Vendée, caractérisée par une faible pluviométrie en été et une bonne insolation. 
Pour la période 1971-2000, la température annuelle moyenne est de 12,6 °C, avec une amplitude thermique annuelle de 13,5 °C. Le cumul annuel moyen de précipitations est de 829 mm, avec 12,6 jours de précipitations en janvier et 6,3 jours en juillet. Pour la période 1991-2020, la température moyenne annuelle observée sur la station météorologique de Météo-France la plus proche, « La Mothe Achard », sur la commune des Achards à 9 km à vol d'oiseau, est de 12,8 °C et le cumul annuel moyen de précipitations est de 959,1 mm,. Pour l'avenir, les paramètres climatiques de la commune estimés pour 2050 selon différents scénarios d'émission de gaz à effet de serre sont consultables sur un site dédié publié par Météo-France en novembre 2022.

## Urbanisme

### Typologie
Au 1er janvier 2024, Grosbreuil est catégorisée commune rurale à habitat dispersé, selon la nouvelle grille communale de densité à sept niveaux définie par l'Insee en 2022.
Elle est située hors unité urbaine. Par ailleurs la commune fait partie de l'aire d'attraction des Sables-d'Olonne, dont elle est une commune de la couronne,. Cette aire, qui regroupe 9 communes, est catégorisée dans les aires de 50 000 à moins de 200 000 habitants,.

### Occupation des sols
L'occupation des sols de la commune, telle qu'elle ressort de la base de données européenne d’occupation biophysique des sols Corine Land Cover (CLC), est marquée par l'importance des territoires agricoles (97,8 % en 2018), une proportion sensiblement équivalente à celle de 1990 (97,4 %). La répartition détaillée en 2018 est la suivante : 
terres arables (68,1 %), prairies (16,8 %), zones agricoles hétérogènes (12,9 %), zones urbanisées (2,2 %). L'évolution de l’occupation des sols de la commune et de ses infrastructures peut être observée sur les différentes représentations cartographiques du territoire : la carte de Cassini (XVIIIe siècle), la carte d'état-major (1820-1866) et les cartes ou photos aériennes de l'IGN pour la période actuelle (1950 à aujourd'hui).

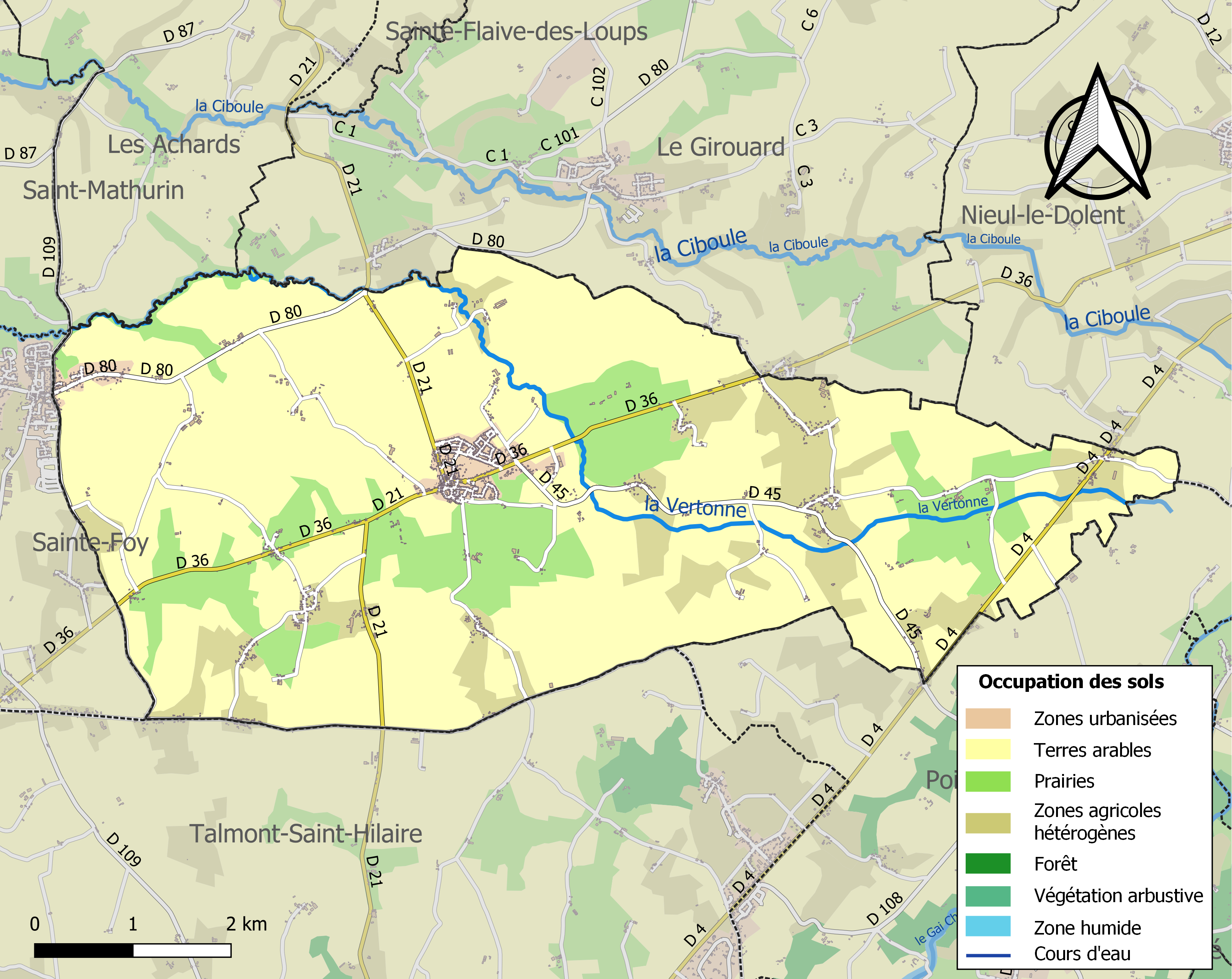
Carte des infrastructures et de l'occupation des sols de la commune en 2018 (CLC).

## Histoire
De nombreux outils et haches en pierre polie ont été découverts sur le territoire de la commune, ce qui tendrait à démontrer la présence de l'homme dès l'âge de pierre. Dès le XIe siècle, deux des principaux monuments de la commune étaient déjà inscrits dans les textes de cette époque : l'église et le logis de la Bénatonnière.
Le conte de Bessay a reconstruit et modifié le logis en un magnifique château dans les années 1860.
La population de la commune a atteint 1 500 habitants à la fin du XIXe siècle. Elle a diminué sensiblement au cours du XXe siècle. Avec le développement de la zone littorale de la Vendée sa population n'a cessé de croître au cours des dernières années.

### Révolution française
Durant les guerres de Vendée, Grosbreuil à servi de camp aux armées catholiques et royales, voici une lettre de propagande anti-révolutionnaire, cet ultimatum du général Duchaffaud illustre bien la guerre des nerfs que se livrent les deux camps, catholique contre révolutionnaire.
Je cite : « Tous les hommes, femmes et enfants qui ne se rendront pas en les 24 heures de la présente proclamation, de tous les bourgs, villes, villages, métairies, borderies et fermes qui avoisinent les Sables, à l'armée catholique et royale, campée à Grosbreuil, seront traités en républicains : eux leurs femmes et enfants tués, leur bétail enlevé, leurs maisons brûlées.
À Grosbreuil, le 10 mai 1794.
Signé : Duchaffaud pour le général Joly. »

## Politique et administration

### Liste des maires
| Période                                  | Période                  | Identité                                     | Étiquette | Qualité |
| ---------------------------------------- | ------------------------ | -------------------------------------------- | --------- | --- |
| avril 1850                               | février 1852             | Paul Isaac de Bessay                         |           | |
| Les données manquantes sont à compléter. |                          |                                              |           | |
| mai 1871                                 | 1880                     | Paul Isaac de Bessay                         |           | |
| Les données manquantes sont à compléter. |                          |                                              |           | |
| 1881                                     | mai 1888                 | Paul Isaac de Bessay                         |           | |
| Les données manquantes sont à compléter. |                          |                                              |           | |
| mai 1892                                 | 1906                     | Amblard Marie de Beaumont de Verneuil d’Auty |           | |
| Les données manquantes sont à compléter. |                          |                                              |           | |
| mai 1908                                 | mai 1925                 | Arthur Giraudeau                             |           | |
| mai 1925                                 | 1941 (décès)             | Louis Guérin                                 |           | Médecin |
| Les données manquantes sont à compléter. |                          |                                              |           | |
| avant 1952                               | février 1963 (démission) | Eugène Chevalier                             |           | |
| mars 1963                                | mars 1971                | Régis Praud                                  |           | Artisan forgeron Réélu en 1965                                                                                             |
| mars 1971                                | juin 1995                | Guy Favreau,                                 |           | Ouvrier électricien Réélu en 1977, 1983 et 1989                                                                            |
| juin 1995                                | mai 2005 (démission)     | Marc Guibert                                 |           | Imprimeur Réélu en 2001 |
| juillet 2005                             | mars 2014                | Dominique Biron                              |           | Instituteur retraité Réélu en 2008                                                                                         |
| mars 2014                                | mai 2020                 | Martine Durand                               | DVD       | Retraitée de la fonction publique                                                                                          |
| mai 2020                                 | En cours                 | Marc Hillairet                               |           | Retraité de la CPAM Vendée et ancien agriculteur, ancien 1er adjoint 12e vice-président de Vendée-Grand-Littoral (2020 → ) |
| Les données manquantes sont à compléter. |                          |                                              |           | |

## Population et société

### Démographie

#### Évolution démographique
L'évolution du nombre d'habitants est connue à travers les recensements de la population effectués dans la commune depuis 1793. Pour les communes de moins de 10 000 habitants, une enquête de recensement portant sur toute la population est réalisée tous les cinq ans, les populations de référence des années intermédiaires étant quant à elles estimées par interpolation ou extrapolation. Pour la commune, le premier recensement exhaustif entrant dans le cadre du nouveau dispositif a été réalisé en 2006.

En 2022, la commune comptait 2 216 habitants, en évolution de +3,02 % par rapport à 2016 (Vendée : +5,33 %, France hors Mayotte : +2,11 %).
| 1793 | 1800 | 1806 | 1821 | 1831 | 1836 | 1841 | 1846  | 1851  |
| ---- | ---- | ---- | ---- | ---- | ---- | ---- | ----- | ----- |
| 682  | 498  | 716  | 831  | 851  | 879  | 990  | 1 081 | 1 086 |

| 1856  | 1861  | 1866  | 1872  | 1876  | 1881  | 1886  | 1891  | 1896  |
| ----- | ----- | ----- | ----- | ----- | ----- | ----- | ----- | ----- |
| 1 145 | 1 163 | 1 273 | 1 220 | 1 320 | 1 405 | 1 505 | 1 512 | 1 543 |

| 1901  | 1906  | 1911  | 1921  | 1926  | 1931  | 1936  | 1946  | 1954  |
| ----- | ----- | ----- | ----- | ----- | ----- | ----- | ----- | ----- |
| 1 553 | 1 683 | 1 627 | 1 392 | 1 375 | 1 356 | 1 329 | 1 282 | 1 215 |

| 1962  | 1968  | 1975 | 1982  | 1990  | 1999  | 2006  | 2011  | 2016  |
| ----- | ----- | ---- | ----- | ----- | ----- | ----- | ----- | ----- |
| 1 136 | 1 033 | 961  | 1 033 | 1 091 | 1 257 | 1 748 | 2 102 | 2 151 |

| 2021  | 2022  | - | - | - | - | - | - | - |
| ----- | ----- | - | - | - | - | - | - | - |
| 2 220 | 2 216 | - | - | - | - | - | - | - |

#### Pyramide des âges
En 2018, le taux de personnes d'un âge inférieur à 30 ans s'élève à 36,9 %, soit au-dessus de la moyenne départementale (31,6 %). À l'inverse, le taux de personnes d'âge supérieur à 60 ans est de 23,5 % la même année, alors qu'il est de 31,0 % au niveau départemental.
En 2018, la commune comptait 1 105 hommes pour 1 105 femmes, soit un taux de 50,00 % de femmes, légèrement inférieur au taux départemental (51,16 %).
Les pyramides des âges de la commune et du département s'établissent comme suit.
| Hommes | Classe d’âge | Femmes |
| ------ | ------------ | ------ |
| 0,7    | 90 ou +      | 1,8    |
| 6,5    | 75-89 ans    | 6,1    |
| 15,4   | 60-74 ans    | 16,4   |
| 18,1   | 45-59 ans    | 16,3   |
| 22,1   | 30-44 ans    | 23,0   |
| 15,5   | 15-29 ans    | 14,9   |
| 21,7   | 0-14 ans     | 21,7   |

| Hommes | Classe d’âge | Femmes |
| ------ | ------------ | ------ |
| 0,8    | 90 ou +      | 2,2    |
| 8,7    | 75-89 ans    | 11,1   |
| 20,3   | 60-74 ans    | 21,3   |
| 20     | 45-59 ans    | 19,4   |
| 17,5   | 30-44 ans    | 16,8   |
| 15     | 15-29 ans    | 13,2   |
| 17,7   | 0-14 ans     | 16,1   |

## Lieux et monuments

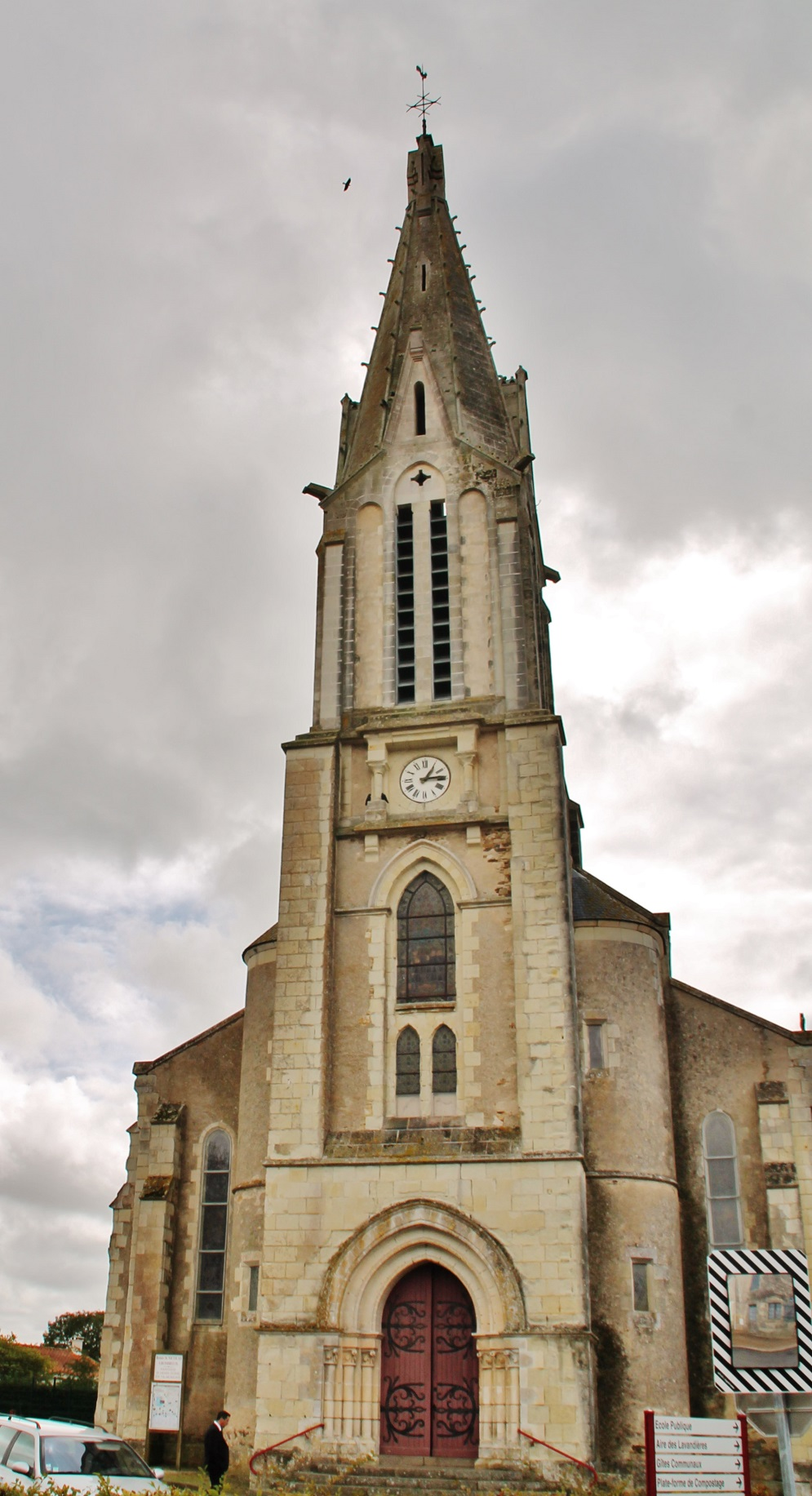
L'église paroissiale Saint-Nicolas.

- Château de la Bénatonnière : construction du XVIIe siècle, modifié au XIXe ;
- Église Saint-Nicolas, datant de 1887 ;
- Maison Giraudeau, datant de 1901 ;
- Calvaire, datant de 1870 ;
- Chapelle du château, datant de 1870.

## Personnalités liées à la commune
Chaque année, le bulletin municipal relate des « personnages » de l'histoire locale mis à l'honneur par un évènement particulier.
Octobre 2008 : un Grosbreuillois à l'honneur.
Par décret publié au Journal Officiel du 14 juillet 2008 a été promu au grade d'officier de la Légion d'honneur, monsieur René Berjonneau. Ancien parachutiste nageur de combat, plusieurs fois blessé derrière les lignes ennemies, cinq fois cité, ce spécialiste de l'Afrique de l'Ouest fut, auparavant, un connaisseur reconnu du Sud-Ouest Asiatique tout autant que du Maghreb.

## Les associations de la commune
Les différentes associations de la commune sont très actives. En particulier les associations de parents d'élèves des deux écoles. (École publique : La Rivière aux Enfants et école privée : école Saint Louis).
Les associations sportives permettent aux jeunes et moins jeunes de pratiquer : le football, le basket et le badminton.
Les autres associations sont diverses et variées et sont issues du tissu rural de la commune.
Dans le domaine culturel enfin, l'Entracte de Grosbreuil permet de s'adonner aux joies du théâtre avec une représentation chaque année et la bibliothèque municipale qui accueille petits et grands pour des prêts de livres et de nombreuses animations auprès du jeune public.
Ces associations peuvent être contactées par l'intermédiaire de la mairie.

## Fêtes et manifestations de la commune
- Fête de la Vache, deuxième dimanche de juillet dans le parc du château de la Benatonnière[réf. souhaitée].
- Salon vins gastronomie en fevrier à la guinguette de Grosbreuil.